# Emigre
Emigre Inc. ist ein 1984 gegründetes US-amerikanisches Grafikdesignunternehmen und einer der ersten Independent-Schriften- und Softwareverlage (Foundry). Von 1984 bis 2005 gab das Unternehmen das Emigre Magazine heraus, welches als innovative Veröffentlichung die Entwicklungen der visuellen Kommunikation, besonders des Grafikdesigns des 20. Jahrhunderts, prägte.

## Geschichte
Das Unternehmen wurde 1984 in Berkeley, Kalifornien, von den Designern und Typografen Rudy VanderLans und Zuzana Licko gegründet. Der Unternehmensname (Firma) entstand aus dem englisch-französischen Begriff émigré für Emigrant, da beide Unternehmensgründer ursprünglich aus Europa stammen (VanderLans aus den Niederlanden, Licko aus der ehemaligen Tschechoslowakei).
Der Ansatz für die Geschäftsidee war, den durch Einführung des Apple Macintosh jungen, rasant wachsenden Desktop-Publishing-Markt mit innovativen experimentellen WYSIWYG-Bildschirm- und PostScript-Schriften, einem ansprechenden Design sowie der dazugehörenden Software zu bedienen. So fiel die Unternehmensgründung 1984 nicht zufällig mit der Einführung des Macintosh zusammen. Licko und VanderLans, inspiriert von Technokultur und Underground, setzten mit ihren radikalen Schriften bewusst auf die Abkehr von überkommenen Standardschriften der traditionellen Schriftherstellern wie ITC, Monotype oder Linotype und suchten nach Alternativen zu den damals relativ teuren Fonts des aufstrebenden Softwarekonzerns Adobe, bei dem Licko zuvor gearbeitet hatte.
Für die Schriften zeichnete größtenteils die Typografin Zuzana Licko verantwortlich, die sowohl das kreative Potential beisteuerte als auch für das Rendering der Schriften am Computer zuständig war. VanderLans hingegen übernahm die Aufgabe des Verlegers und kümmerte sich vorrangig um den Vertrieb der hauseigenen Zeitschrift Emigre Magazine, die sowohl Forum für innovative Designs und Designer war als auch praktisches Anwendungsbeispiel und Katalog für Lickos Schriften. Das Kunstdruckheft avancierte neben der Zeitschrift Raygun des amerikanischen Gestalters David Carson bald zum Geheimtipp in der kalifornischen Designszene und fand auch schnell auf dem europäischen Markt Resonanz.

## Unternehmen
Mit der zunehmend inflationären Verbreitung sogenannter „Shareware“- bzw. „Freewarefonts“, die mit einer Aufweichung der Lizenzen durch die im grafischen Bereich marktführenden Konzerne Apple und Adobe einherging, ebbte auch der anfängliche Boom der Independent-Designunternehmen ab. Durch das Epigonentum auf dem grafischen Markt verblasste schließlich auch der charismatisch-progressive „Underdog-Nimbus“ von Emigre, David Carson oder Neville Brodys Research Studios in London u. v. a.

## Produkte
Das Unternehmen brachte in den 25 Jahren seines Bestehens zahlreiche populäre Schriften heraus, so z. B. die mittlerweile selbst zu Designklassikern gewordenen Schriften Triplex (Licko), Matrix (Licko), Lunatix (Licko) oder mit Filosophia (Licko) oder Vendetta (John Downer) postmoderne Reminiszenzen an klassische Bastard- und Serifenschriften.

### Entwickelte Schriftarten (Auswahl)
- Lo-Res, 1985/2001 (Licko)
- Modula, 1985 (Licko)
- Citizen, 1986 (Licko)
- Matrix, 1986–1992 (Licko)
- Lunatix, 1988 (Licko)
- Oblong, 1988/1989 (VanderLans, Licko)
- Senator, 1988/1989 (Licko)
- Variex, 1988 (VanderLans, Licko)
- Elektrix, 1989 (Licko)
- Triplex, 1989 (Licko)
- Tall Pack, 1990 (Licko)
- Totally Gothic, 1990 (Licko)
- Matrix Script, 1992 (Licko)
- Base, 1995 (Licko)
- Filosofia, 1996 (Licko)
- Mrs Eaves, 1996 (Licko)
- Mrs Eaves Just Ligatures, 1996 (Licko)
- Base Monospace, 1997 (Licko)
- Tarzana, 1998 (Licko)
- Cholla, 1999 (Sibylle Hagmann)
- Vendetta, 1999 (John Downer)
- Dalliance, 2000 (Frank Heine)
- Solex, 2000 (Licko)
- Priori, 2003 (Jonathan Barnbrook)
- Vista, 2004 (Xavier Dupré)
- Puzzler, 2005 (Licko)

## Emigre Magazine
Nach zwanzigjährigem Erscheinen wurde das Emigre Magazine mit der Ausgabe Nr. 69 im Jahr 2005 eingestellt. „Emigre Inc.“ ist indes weiterhin als unabhängiges Designunternehmen tätig und betreibt den Vertrieb von Schriftsoftware und den Versand diverser Designartikel.
Stilistisch zeichnet sich Emigre zumeist durch ein signifikantes farbenfrohes, florales und experimentierfreudiges Grafikdesign unter ausschließlicher Verwendung hauseigener Schriften aus.
Das Emigre Magazine ist als Beispiel innovativen Grafikdesigns des 20. Jahrhunderts in die ständigen Sammlungen des Museum für Gestaltung Zürich, des San Francisco Museum of Modern Art und des Museum of Modern Art in New York eingegangen sowie in die Kollektionen des Cooper-Hewitt National Design Museum in New York, des Design Museum in London und des Denver Art Museum.

## Auszeichnungen
2016: TDC Medal (Type Directors Club, New York)